# Pjasina
La Pjasina (in russo Пясина) è un fiume della siberiana orientale tributario del Mare di Kara. Scorre nel Tajmyrskij rajon del territorio di Krasnojarsk.
Nasce dal lago Pjasino, a brevissima distanza dalle due città gemelle di Noril'sk e di Talnach, dirigendosi quindi verso nord drenando parte del Bassopiano Siberiano settentrionale; dopo aver descritto una larga ansa per aggirare ad occidente i monti Byrranga, sfocia nel Mare di Kara nell'insenatura che dal fiume prende il nome (golfo della Pjasina, in russo Pjasinskij zaliv).
Il maggiore affluente è la Dudypta, che confluisce nel medio corso dalla destra idrografica; altri affluenti di rilievo sono Jangoda e Tareja dalla destra idrografica, Četyrech, sempre dalla destra, Agapa, Pura e Mokoritto dalla sinistra.
Il fiume è gelato dai primi di ottobre fino a giugno; questa rigidità climatica fa sì che non esistano centri abitati di qualche rilievo lungo le sue sponde.